# Cova d’en Daina
Die Cova d’en Daina (Katalanisch für „Höhle von Daina“ – Spanisch Cueva de Daina) ist ein für die Region großer Dolmen aus Granitsteinen, der zwischen 2200 und 1700 v. Chr. östlich des Dorfes „Romanyá de la Selva“ bei Santa Cristina d’Aro östlich von Girona in Katalonien in Spanien errichtet wurde.
Die Kammer ist von einem Erdhügel mit einem Randsteinring von 11 m Durchmesser aus nahezu vollständig erhaltenen Granitsteinen umgeben. Der rechteckige Dolmen mit Vorkammer ist 7,6 m lang, 1,7 m breit und 1,5 m hoch. Die Kammer aus 10 Tragsteinen und 3 erhaltenen (von einst vier) Deckenplatten, wird durch eine Einschnürung aus zwei Pfosten und einem Überlieger von der Vorkammer aus sieben Seitensteinen getrennt. Drei Steine, die Deck- oder Randsteine gewesen sein können, liegen auf dem Hügel.
Der Nordwest-Südost orientierte Dolmen wurde im 19. Jahrhundert entdeckt. Im Jahre 1957 erfolgten Ausgrabungen durch Lluís Esteva Cruañas. Er fand Keramiken, zahlreiche Knochen, Messerfragmente und Pfeilspitzen aus Feuerstein, Perlen einer Halskette und sieben Zähne. Im Jahre 1931 wurde der Dolmen zum Nationaldenkmal erklärt.

Cova d’en Daina
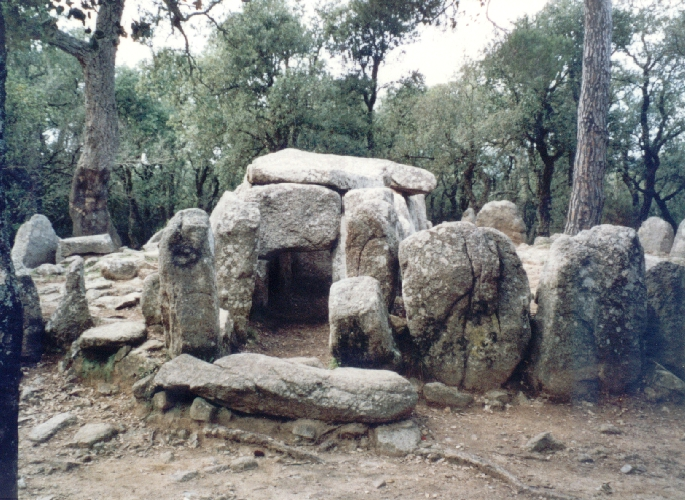
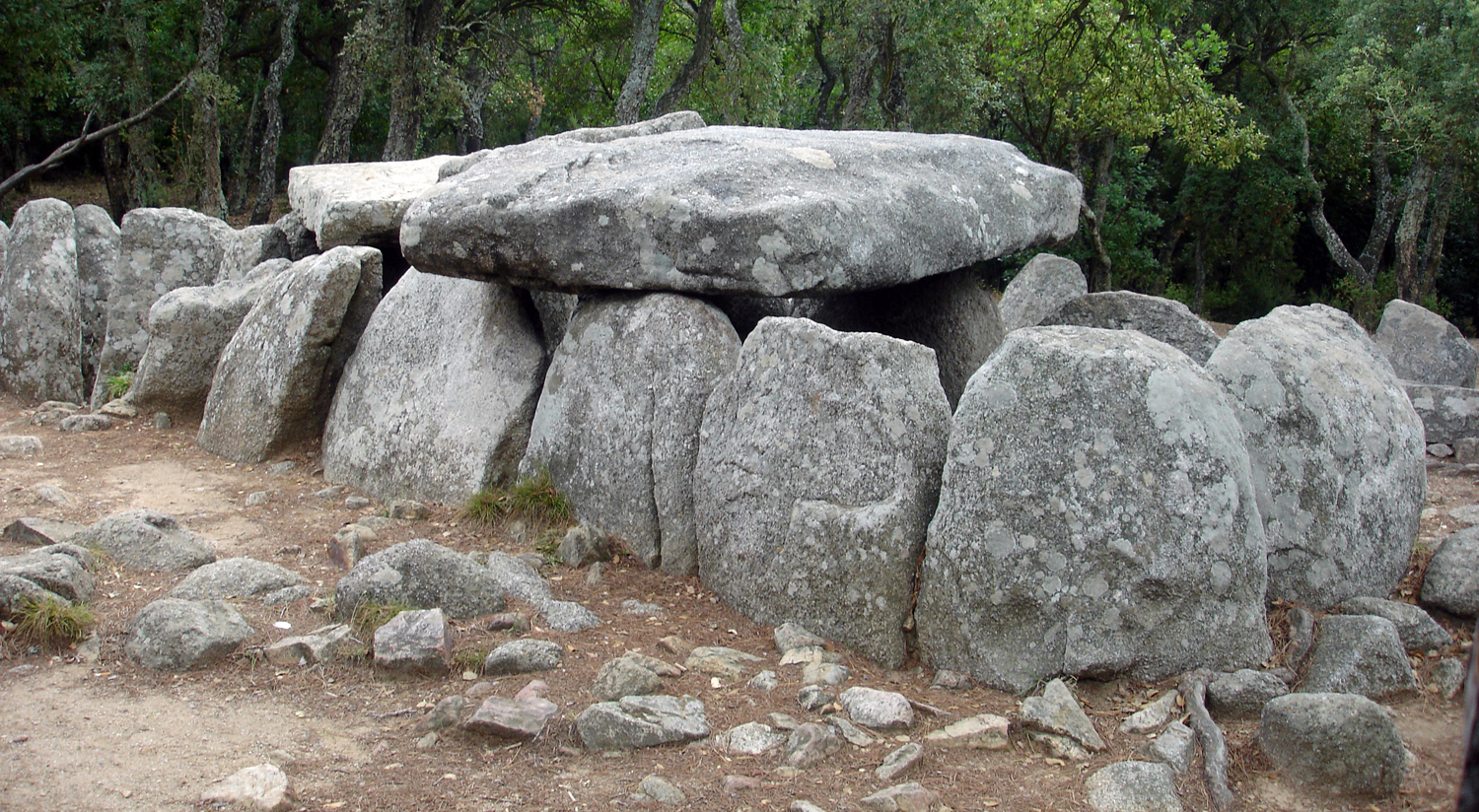
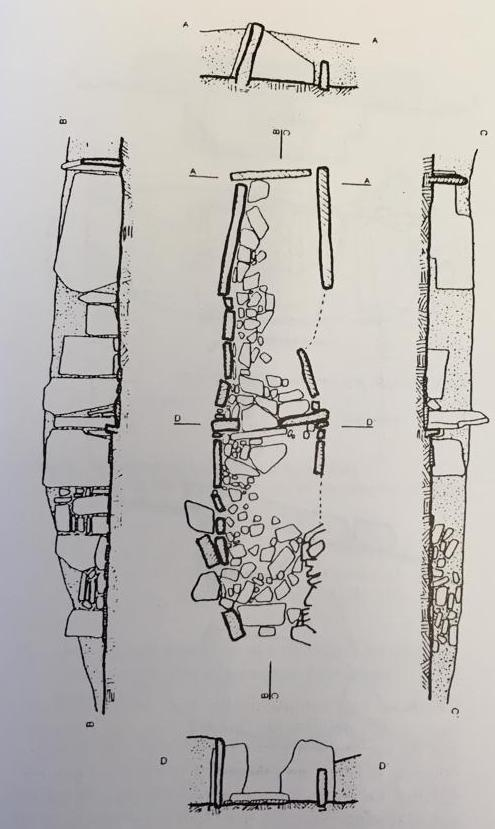
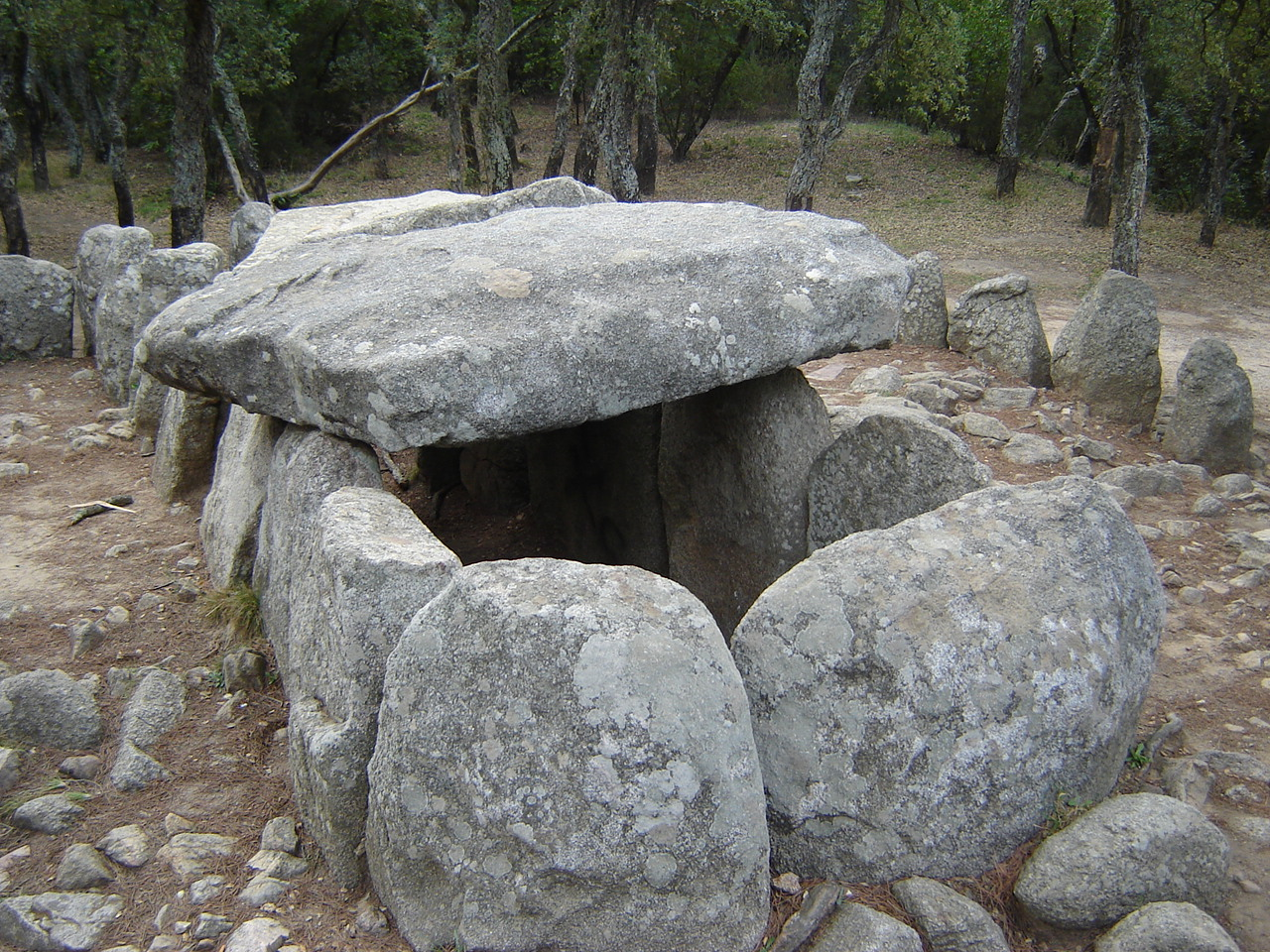

In der Nähe liegen der Paradolmen del Camp d'en Güitó und die Cista de la Carretera de Calonge.